# نينا روث
نينا روث (بالإنجليزية: Nina Spatola)‏ هي لاعبة كرلنغ أمريكية، ولدت في 21 يوليو 1988 في مك فارلاند في الولايات المتحدة.

## وصلات خارجية
- نينا روث على موقع الاتحاد الدولي للكرلنغ (الإنجليزية)
- نينا روث على موقع اللجنة الأولمبية الدولية (الإنجليزية)
- نينا روث على موقع أوليمبيديا (الإنجليزية)
- نينا روث على موقع اللجنة الأولمبية والبارالمبية الأمريكية (الإنجليزية)